# Antereen
Antereen (Tabiang, Tapiang) ist ein Ort auf Banaba nahe dem Äquator im Staat Kiribati. 2020 wurden 146 Einwohner gezählt.

## Geographie
Der Ort liegt im Südwesten der Insel Banaba bei Lilian Point an der Home Bay. Entlang der Küste zieht sich das ehemalige Lager der Minenarbeiter.

## Klima
Das Klima ist tropisch heiß, wird jedoch von ständig wehenden Winden gemäßigt. Ebenso wie die anderen Orte der südlichen Gilbertinseln wird Antereen gelegentlich von Zyklonen heimgesucht.